# Cnemophilidae
Cnemophilidae (лат. ) — семейство воробьиных птиц, включающее в себя три вида, объединённых в два рода. Птицы обитают в горах Новой Гвинеи на высоте от 2000 до 3000 м над уровнем моря.
Ранее рассматривалось как подсемейство райских птиц, но с 2000 года группа имеет ранг семейства. В отличие от райских птиц самки и самцы практически не отличаются друг от друга.

## Классификация
- Род Желтобрюхие райские птицы (Loboparadisea)[3]
  - Желтобрюхая райская птица (Loboparadisea sericea)
- Род Многохохлые райские птицы (Cnemophilus)
  - Многохохлая райская птица (Cnemophilus macgregorii)
  - Райская птица-лория (Cnemophilus loriae)